# Jared Terrell
Pour les articles homonymes, voir Terrell.
Jared Terrell, né le 10 février 1995 à Weimouth dans le Massachusetts, est un joueur américain de basket-ball évoluant au poste d'arrière.

## Biographie
Non drafté en juin 2018, il signe néanmoins, le 5 juillet 2018, un contrat two-way avec les Timberwolves du Minnesota pour la saison à venir.
Le 14 septembre 2019, il signe une saison en faveur du club israélien de l'Hapoël Eilat.
Le 7 janvier 2022, Terrell rejoint le Türk Telekom, club turc.